# Isopterygium battakense
Isopterygium battakense är en bladmossart som beskrevs av Fleischer 1923. Isopterygium battakense ingår i släktet Isopterygium och familjen Hypnaceae. Inga underarter finns listade i Catalogue of Life.